# Petr Janouch
Petr Janouch (* 16. srpna 1965 Česká Lípa) je český basketbalista, dvojnásobný vicemistr Československa (1990, 1991) a vicemistr České republiky 1993.
V československé basketbalové lize hrál za kluby Stavební fakulta Praha (1987/88), Dukla Olomouc (1988/89) a Sparta Praha - (1989–1992, 3 sezóny). Se Spartou Praha získal dvě stříbrné medaile za druhá místa v československé lize letech 1990 a 1991. V české basketbalové lize hrál za kluby Sparta Praha (1993–1994 a 2002, 3 sezóny) a BK Děčín (1994–2001, 7 sezón). Se Spartou Praha získal stříbrnou a bronzovou medaili v české basketbalové lize v letech 1993 a 1994. S BK Děčín získal bronzovou medaili za 3. místo v roce 1998. V All-Star české basketbalové ligy hrál v pěti zápasech (1995, 1997, 1998, 2000, 2001).
S týmem Sparta Praha se zúčastnil jednoho ročníku FIBA Poháru vítězů pohárů 1991/92, kde Sparta Praha byla vyřazena ve 2. kole řeckým Panionios Atheny. Dále hrál 6 ročníků FIBA Poháru Korač v letech 1989–1995 a 2002. Zaznamenal celkem 85 bodů v 9 zápasech FIBA evropských pohárů klubů.
Za reprezentační družstvo České republiky hrál v kvalifikaci na Mistrovství Evropy 1997. Za reprezentační družstvo Československa odehrál 1 zápas. 
Po skončení basketbalové hráčské kariéry se věnuje golfu a novinářské činnosti, ve které komentuje zejména basketbalovou soutěž NBA.

## Hráčská kariéra

### Kluby
- 1987–1988 Stavební fakulta Praha - 12. místo (1988)
- 1988–1989 Dukla Olomouc - 11. místo (1989)
- 1989–1992 Sparta Praha - 2x vicemistr (1990, 1991), 5. místo (1992)
  - Československá basketbalová liga celkem 5 sezón (1987–1992) a 1203 bodů
- 1993–1994 Sparta Praha - vicemistr (1993), 3. místo (1994)
- 1994–2001 BK Děčín - 3. místo (1998), 5. místo (1997), 2x 6. místo (1999, 2001), 7. místo (2000), 9. místo (1996), 10. místo (1995). Za BK Děčín celkem 240 zápasů a 3879 bodů
- 2001–2002 Sparta Praha - 4. místo (2002)
  - Česká basketbalová liga (1993–2002, 10 sezón, 4607 bodů)
- V československé a české basketbalové lize celkem 15 sezón a 5810 bodů
- All-Star zápasy české basketbalové ligy - pět zápasů (1995, 1997, 1998, 2000, 2001)

### FIBA Evropské basketbalové poháry klubů
- Sparta Praha
- FIBA Pohár vítězů pohárů
  - 1991/92 - ve 2. kole vyřazení řeckým Panionios Atheny rozdílem 14 bodů ve skóre
- FIBA Poháru Korač
  - 1989/90 vyřazení rozdílem 2 bodů švýcarským Bellinzona Basket (88-83, 73-80)
  - 1990/91 vyřazení rozdílem 5 bodů ve skóre řeckým Panathinaikos Atheny (64-72, 75-72)
  - 1992/93 vyřazení řeckým AEK Atheny (82-91, 80-95)
  - 1993/94 postup přes švýcarský Lugano Basket (101-66, 98-71), vyřazení tureckým Fenerbahce Istanbul (96-87, 56-95), na utkání v Istanbulu bylo 13 tisíc diváků.
- Petr Janouch celkem 85 bodů v 9 zápasech FIBA evropských pohárů klubů

### Československo
- Mistrovství Evropy 1997, kvalifikace 1 zápas
- Za reprezentační družstvo mužů Československa v roce 1997 celkem 1 utkání.